# Riksväg 73, Norge
Riksväg 73 (norska: Riksvei 73) är en riksväg i Nordland fylke i norra Norge som går mellan tätorten Trofors i Grane kommun och svenska gränsen vid Krutvatn i Hattfjelldals kommun. Den passerar genom kommunerna Grane och Hattfjelldal.
Vägen är 67,7 kilometer lång och asfalterad. Den passerar bland annat genom tätorten Hattfjelldal.
Vägen ansluter till:
- Europaväg 6 (vid Trofors)
- Fylkesväg 803 (vid Trofors)
- Fylkesväg 804 (vid Hattfjelldal)
- Länsväg AC 1116 i Sverige (vid Krutvatn)